# 15 Волопаса
15 Волопаса (лат. 15 Boötis, HD 124679) — кратная звезда в созвездии Волопаса на расстоянии приблизительно 275 световых лет (около 84,4 парсеков) от Солнца. Возраст звезды определён как около 2,29 млрд лет.

## Характеристики
Первый компонент (CCDM J14148+1006A) — оранжевый гигант спектрального класса K1III, или K0III, или G5. Видимая звёздная величина звезды — +5,5m. Масса — около 1,217 солнечной, радиус — около 19,579 солнечных, светимость — около 60,454 солнечных. Эффективная температура — около 4851 K.
Второй компонент — коричневый карлик. Масса — около 43,33 юпитерианских. Удалён на 1,597 а.е..
Третий компонент (CCDM J14148+1006B). Видимая звёздная величина звезды — +8,1m. Удалён на 0,8 угловой секунды.
Четвёртый компонент (WDS J14148+1006C). Видимая звёздная величина звезды — +10m. Удалён от первого компонента на 1 угловую секунду, от второго компонента на 0,2 угловой секунды.